# Malahove, Berezanka
Malahove (în ucraineană Малахове) este un sat în așezarea urbană Berezanka din regiunea Mîkolaiiv, Ucraina.

## Demografie
Componența lingvistică a localității Malahove
     Ucraineană (95,34%)
     Rusă (3,11%)
     Alte limbi (0,62%)
Conform recensământului din 2001, majoritatea populației localității Malahove era vorbitoare de ucraineană (95,34%), existând în minoritate și vorbitori de rusă (3,11%).